# Simon Parke
Simon Armour Parke (* 8. Oktober 1972 in Oakham) ist ein ehemaliger englischer Squashspieler.

## Karriere
Im August 1988 begann Simon Parke seine professionelle Karriere. Bereits bei den Junioren gelangen ihm große Erfolge, wie etwa der Gewinn der Junioren-Weltmeisterschaft 1990 gegen David Campion.
Zu seinen größten Erfolgen im Aktivenbereich zählen der Gewinn der Mannschafts-Weltmeisterschaft 1995 und 1997 mit der englischen Nationalmannschaft sowie neun Titel bei Europameisterschaften. Er stand darüber hinaus bei zahlreichen weiteren Meisterschaften im Aufgebot, wie etwa bei der Mannschaftsweltmeisterschaft 1999. 1998 wurde er britischer Meister, 1999 gewann er gegen Jonathon Power die US Open. In den Saisons 1997/98 und 1999/00 stand er jeweils im Finale der Super Series, verlor aber beide Male gegen Jansher Khan bzw. Peter Nicol. Bei den Commonwealth Games 1998 gewann er gemeinsam mit Suzanne Horner die Bronzemedaille im Mixed. In seiner Karriere gewann er sechs Titel auf der PSA World Tour und erreichte mit Rang drei im Oktober 2000 seine höchste Platzierung in der Weltrangliste. Im Dezember 2006 verkündete er seinen Rücktritt vom internationalen Squashsport.

## Privates
Im Dezember 1995 wurde bei Simon Parke Hodenkrebs diagnostiziert. Im Januar 1996 erfolgte daraufhin ein operativer Eingriff mit anschließender Chemotherapie. Bereits im Mai 1996 nahm er wieder an Turnieren teil. Simon Parke war zwischen 2002 und 2003 verheiratet. Im Mai 2009 heiratete er Jayne Massarella, Tochter des WSF-Schiedsrichters John Massarella. Im September 2014 wurden sie Eltern einer Tochter.

## Erfolge
- Weltmeister mit der Mannschaft: 1995, 1997
- Europameister mit der Mannschaft: 9 Titel (1991, 1993, 1995, 1998–2001, 2003, 2005)
- Gewonnene PSA-Titel: 6
- Commonwealth Games: 1 × Bronze (Mixed 1998)
- Britischer Meister: 1998